# Amikacin
Amikacin, salufört under handelsnamnet Amikin är ett antibiotikum som används för att behandla ett antal bakteriella infektioner. Bland annat används det vid ledinfektioner, intraabdominella infektioner, meningit, pneumoni, sepsis och urinvägsinfektioner. Det används även för att behandla multiresistent tuberkulos. Läkemedlet administreras antingen via injektion till en ven eller till en muskel.
Vanliga biverkningar är förlust av hörsel, balansstörningar och njurpåverkan. Andra biverkningar är paralys som kan leda till oförmåga att andas. Om läkemedlet ges vid graviditet kan det orsaka permanent dövhet hos barnet. Amikacin tillhör aminoglykosid-gruppen av läkemedel. Det fungerar genom att hämma funktionen hos bakteriers 30S ribosomsubenhet, vilket gör att bakterien inte kan skapa proteiner.
Amikacin patenterades år 1971 och kom i kommersiellt bruk år 1976. Det tillhör Världshälsoorganisationens lista över essentiella läkemedel, som innehåller de viktigaste läkemedlen som behövs för att driva grundläggande hälso- och sjukvårdssystem. Kostnaden i utvecklingsvärlden är från 13,80 till 130,50 USD för en månads behandling. I USA kostar typiskt sett en behandling mellan 25 och 50 USD. Läkemedlet utvinns från kanamycin.